# Olympische Sommerspiele 1988/Teilnehmer (Sambia)
| Gelbes Symbol für Goldmedaillen mit stilisierten Olympischen Ringen | Graues Symbol für Silbermedaillen mit stilisierten Olympischen Ringen | Braundes Symbol für Bronzemedaillen mit stilisierten Olympischen Ringen |
| ------------------------------------------------------------------- | --------------------------------------------------------------------- | ----------------------------------------------------------------------- |
| —                                                                   | —                                                                     | —                                                                       |

Sambia nahm an den Olympischen Sommerspielen 1988 in Seoul, Südkorea, mit einer Delegation von 29 Sportlern (allesamt Männer) teil.

## Teilnehmer nach Sportarten

### Boxen
- Tom Chisenga
Halbfliegengewicht: 9. Platz

- Joseph Chongo
Fliegengewicht: 17. Platz

- Justin Chikwanda
Bantamgewicht: 9. Platz

- Patrick Mwamba
Federgewicht: 33. Platz

- Lameck Mbao
Leichtgewicht: 33. Platz

- Anthony Mwamba
Halbweltergewicht: 5. Platz

- Dimus Chisala
Weltergewicht: 9. Platz

### Fußball
- Herrenteam
5. Platz

- Kader
Johnson Bwalya
Kalusha Bwalya
Efford Chabala
Manfred Chabinga
Beston Chambeshi
Wisdom Chansa
Webster Chikabala
James Chitalu
Samuel Chomba
Derby Makinka
Ashols Melu
Lucky Msiska
Eston Mulenga
Edmond Mumba
Charles Musonda
Pearson Mwanza
Richard Mwanza
Stone Nyirenda

### Leichtathletik
- Douglas Kalembo
400 Meter: Vorläufe
4 × 400 Meter: Vorläufe

- Jonathan Chipalo
400 Meter: Vorläufe
4 × 400 Meter: Vorläufe

- Enock Musonda
400 Meter: Vorläufe
4 × 400 Meter: Vorläufe

- Samuel Matete
400 Meter Hürden: Vorläufe
4 × 400 Meter: Vorläufe